# Pseudopanolis flavimacula
Pseudopanolis flavimacula là một loài bướm đêm trong họ Noctuidae.

## Hình ảnh

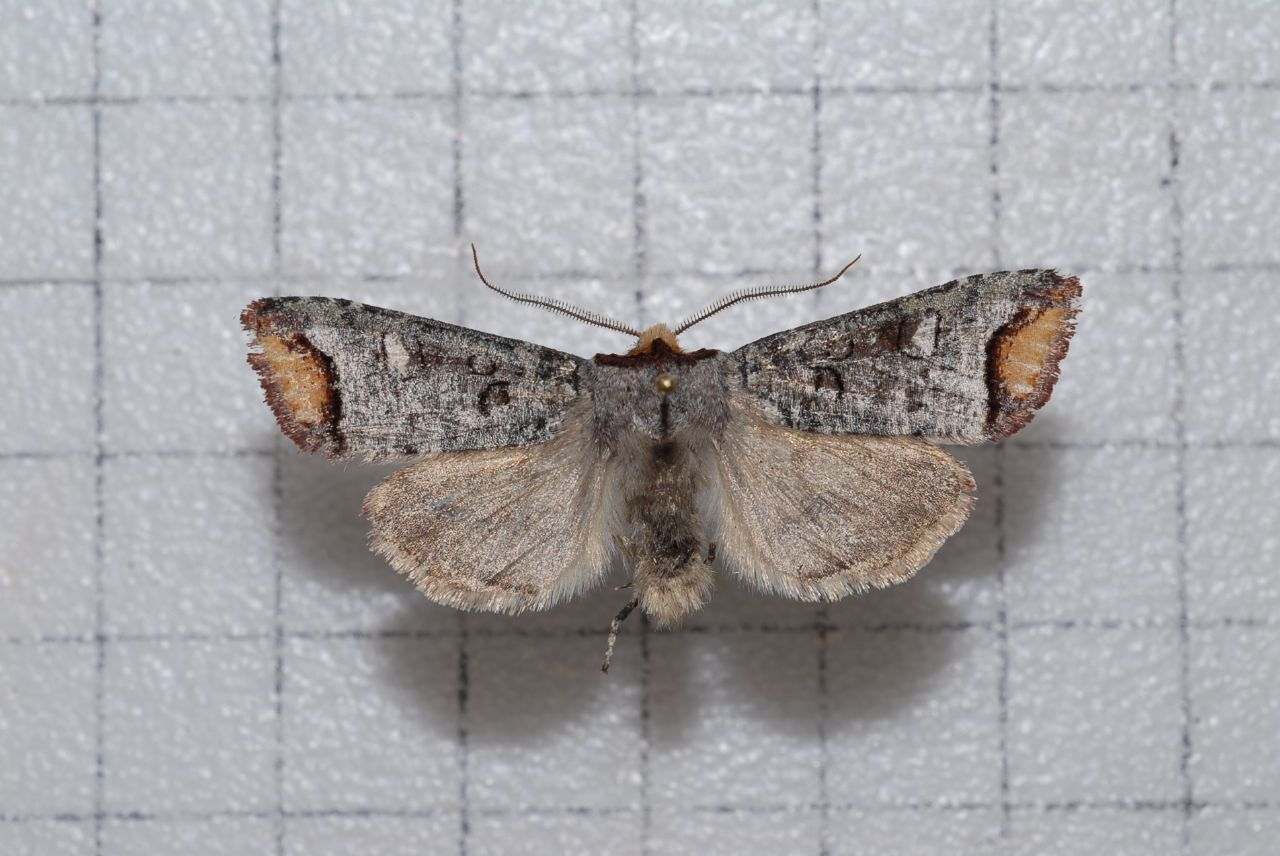
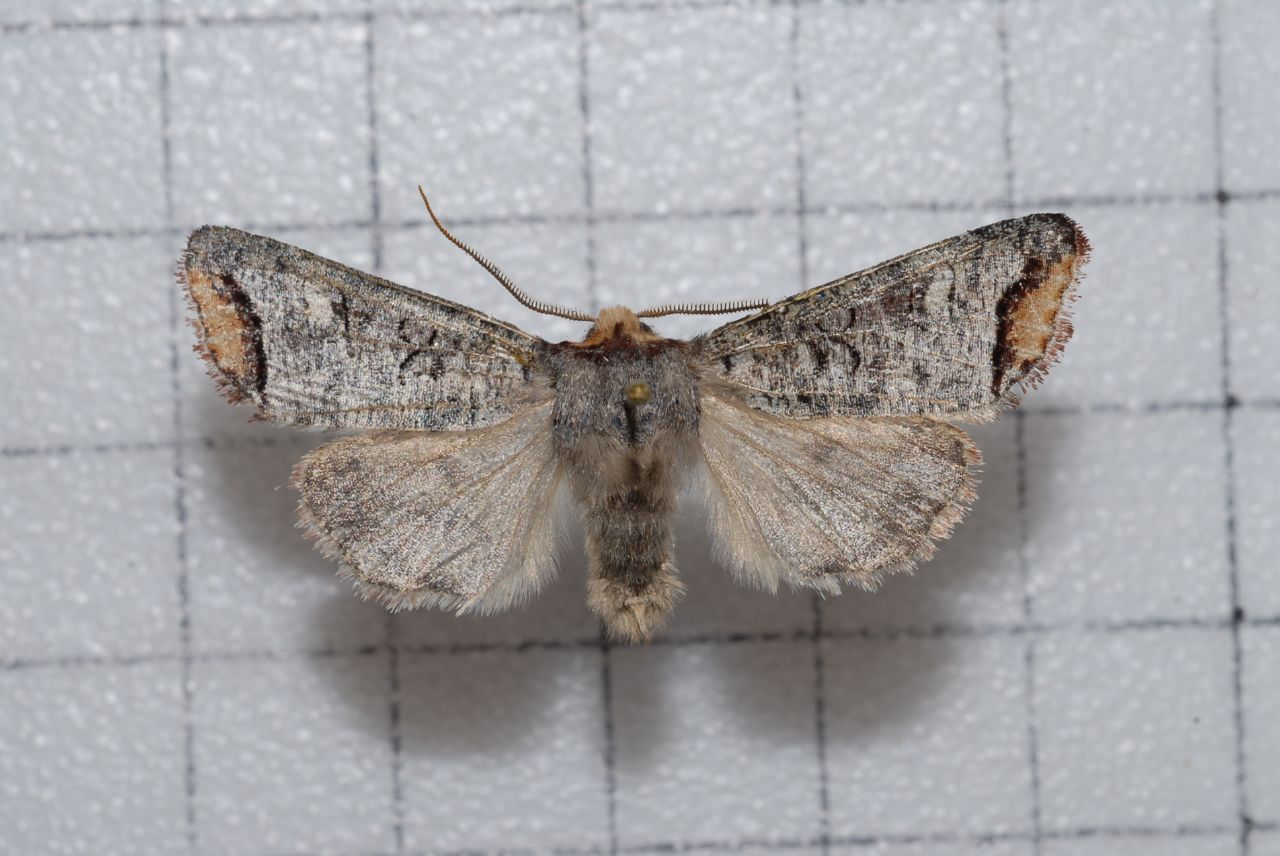
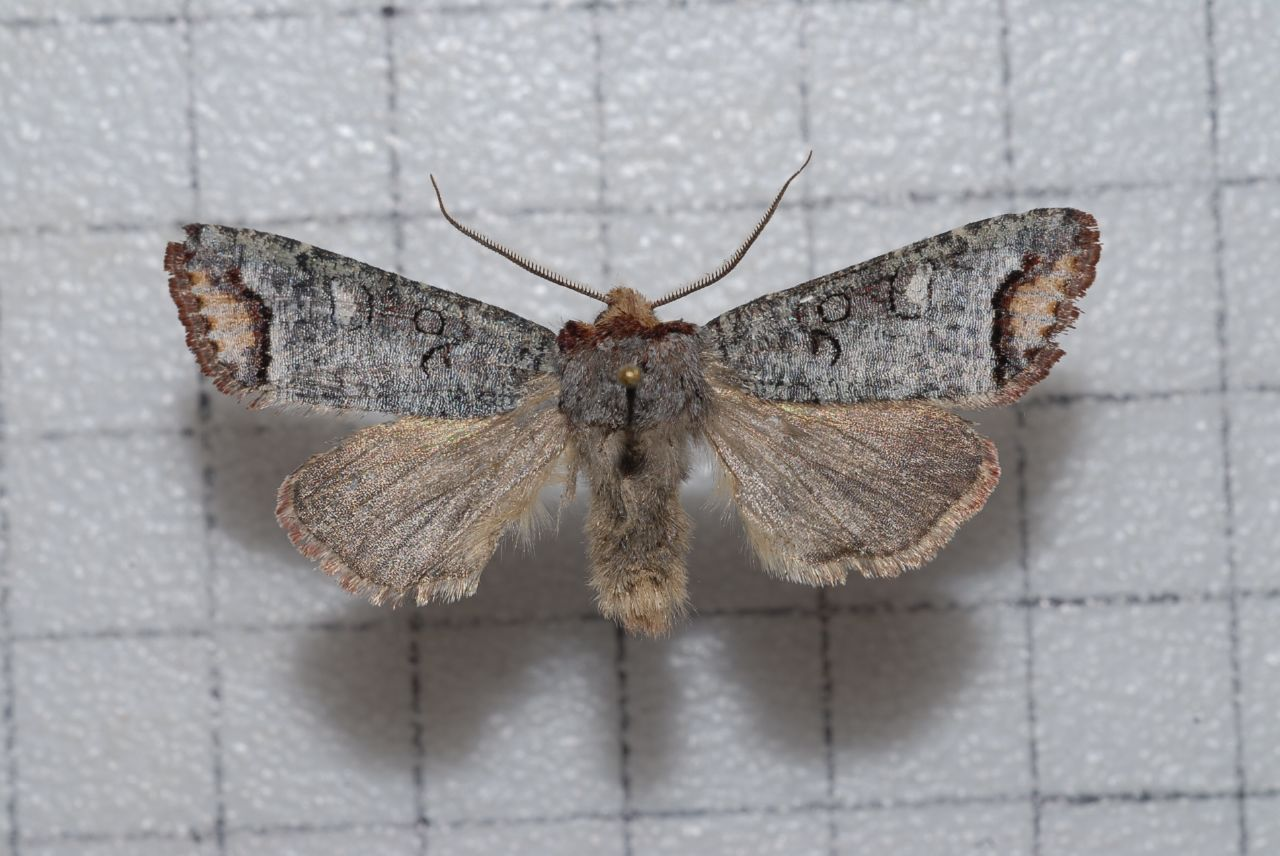
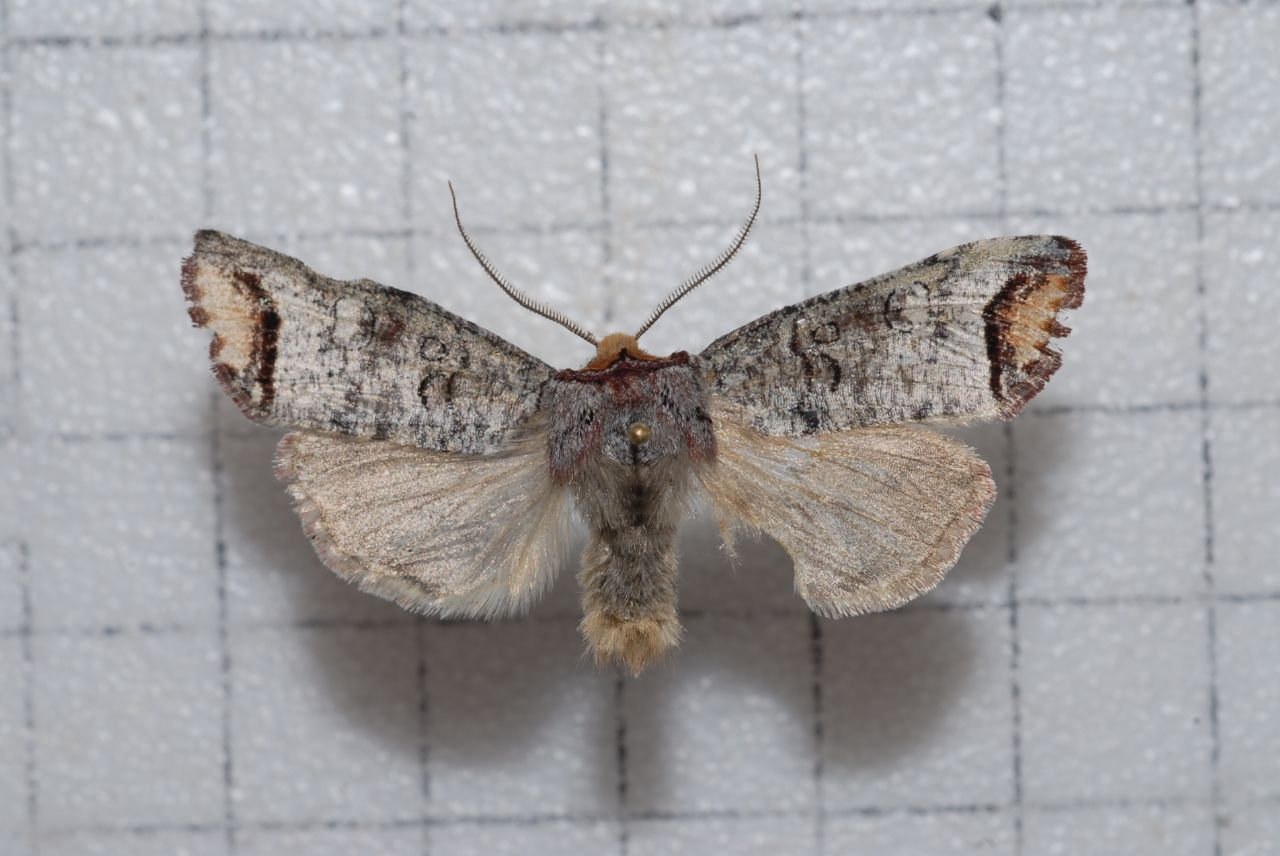